# 長谷川如是閑
長谷川 如是閑（はせがわ にょぜかん、1875年（明治8年）11月30日 - 1969年（昭和44年）11月11日）は、日本のジャーナリスト、文明批評家、評論家、小説家。明治・大正・昭和と三代にわたり、新聞記事・評論・エッセイ・戯曲・小説・紀行と約3000本もの作品を著した。大山郁夫らとともに雑誌『我等』（後に『批判』）を創刊し、大正デモクラシー期の代表的論客の一人。「如是閑」は雅号、本名は萬次郎。日本芸術院会員、文化功労者、文化勲章受章者。

## 略歴・人物

### 家族・生い立ち
東京府深川区深川扇町（現在の東京都江東区木場）で、山本金蔵(幼名・徳治郎)・たけの次男として生まれる。山本家は江戸城築城に携わった棟梁の家系で、代々幕府から俸禄を受けていたが、金蔵の代からは材木商を営んでいた。1884年（明治17年）、曾祖母の養子となり長谷川に改姓した。兄山本笑月は東京朝日新聞社の記者、弟大野静方は日本画家。
1881年（明治14年）深川区万年町公立明治小学校（現在の江東区立明治小学校）入学、翌年下谷区御徒町私立島本小学校に転校している。1885年（明治18年）には本郷区本郷真砂町（現在の文京区本郷）の坪内逍遥の塾に通い、つづいて1886年（明治19年）11歳で小石川区小日向にあった中村正直の同人社にも通ったが落第している。その後、神田淡路町の共立学校に一時期在籍し、1889年（明治22年）明治法律学校（現在の明治大学）予科に転校、同じ頃東京英語学校にも入学している。翌年の1890年（明治23年）東京法学院予科（英吉利法律学校予科から改称、のちの中央大学予科）に転校した。当時、東京英語学校の教師には杉浦重剛や志賀重昂がおり、その影響もあって陸羯南が経営と論陣を仕切る新聞『日本』を熱読するようになった。
1892年（明治25年）に神田で起きた大火で、東京英語学校校舎が類焼し休校となり国民英学会に転学。1893年（明治26年）18歳のときに東京法学院（中央大学の前身）英語法学科に入学した。家庭の事情で一時休学したが、1896年（明治29年）邦語法学科へ再入学し、1898年（明治31年）同校を卒業した。

### ジャーナリストとして

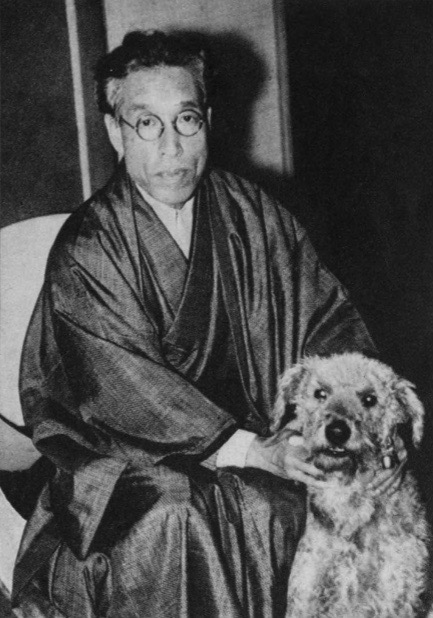
『写真 明治大正60年史』（毎日新聞社、1956年）

東京法学院の卒業後は1903年（明治36年）ら1906年（明治29年）まで陸羯南の経営する日本新聞社で活動した。1906年、陸羯南が隠退し、新社長となった伊藤欽亮が三宅雪嶺および古島一雄の退社を命じ、如是閑ら十数人もこれに抗議して日本新聞社を退社した。こののち、鳥居素川の勧めで1908年（明治41年）には村山龍平の大阪朝日新聞社に入社した。
最初は小説を書いていた（『大阪朝日』1909年3月22日-5月7日に「？」と題して連載した物を8月2日『額の男』として刊行）が、1910年（明治43年）4月から8月にかけてロンドンでひらかれた日英博覧会の取材特派員となって連載記事も手がけるようになった。1912年（大正元年）頃からコラム「天声人語」を担当するようになった。筆名の「如是閑」は朝日新聞記者時代のもので、非常に多忙であった彼に対し、ある支配人が「せめてペンネームくらいは閑そうな名前を」ということで名付けてくれたものである。1915年（大正4年）には、「夏の甲子園」の前身である全国中等学校優勝野球大会を社会部長として企画創設した。この時期、如是閑は米価高騰の裏に横行していて米穀商の米の買い占めをスクープしており、これが引き金の一つになって1918年（大正7年）の米騒動にまで発展した。
1918年、白虹事件を期に朝日新聞社を退社し（10月15日）、政治学者大山郁夫らと雑誌『我等』を創刊した。これは、日本における本格的なフリージャーナリストの始まりであった。東京帝大助教授であった森戸辰男が無政府主義者クロポトキンの研究によって起訴された1920年（大正9年）の森戸事件においては、学問の自由・研究の自由・大学の自治を主張して、同誌上で擁護の論陣を張った。
吉野作造、大山郁夫とともに、大正デモクラシーを代表するジャーナリストとして、大正から昭和初期にかけて、進歩的、反権力的な論陣を張った。この時期のこの手の著作として、『現代国家批判』（1921年6月15日）、『現代社会批判』（1922年1月25日）、『日本ファシズム批判』（1932年11月20日）がある。なかでも、ファシズム初期の段階で、他者に先駆けてファシズム批判を行ったことは注目される。
1929年（昭和4年）『我等』を『批判』と改題し、『日本ファシズム批判』を著すかたわら日ソ文化協会の会長となっている。1936年（昭和11年）の二・二六事件に際しては『老子』を著し、また『本居宣長集』を編集している。さらに翌年の日独伊防共協定の折には、発足間もない岩波新書で『日本的性格』を刊行した。このとき如是閑は還暦をすぎていた。やがて神奈川県の鎌倉に移り、1939年4月には国民学術協会の発起人に中央公論社の嶋中雄作らと名を連ねた。これは民間アカデミーの試みとして注目される。

### 戦後の如是閑
1946年（昭和21年）3月12日、最後の貴族院勅選議員となり日本国憲法の制定に携わり、交友倶楽部に属し1947年（昭和22年）5月2日の貴族院廃止まで在任した。同年、帝国芸術院会員に選ばれた、1948年（昭和23年）に文化勲章を受章、1951年（昭和26年）に文化功労者、1954年（昭和29年）に名誉都民となった。
晩年は小田原市板橋に八旬荘を構えて住み、近所に住む松永安左エ門らと親交があった。
1969年（昭和44年）11月に死去した。享年94歳。

## 思想
如是閑の主著としては、『日本的性格』『現代国家批判』『現代社会批判』『真実はかく佯る』『搦め手から』『凡愚列伝』『倫敦! 倫敦?』『ある心の自叙伝』などがある。
東京下町の江戸っ子らしく、ドイツ流の観念論を「借り物思想」として排し、個々人の「生活事実」を思考の立脚点とした。本来は庶民の生活維持のために作り出された国家の諸制度が、歴史の過程で自己目的化するさまを鋭く批判した。英国流のリベラルで国民主義的な言論活動を繰り広げ、職人および職人の世界を深く愛し、「日本および日本人」（日本の文化的伝統と国民性）の探究をライフワークとした。
松岡正剛は、如是閑について、自由主義ジャーナリストの代表、あるいはハーバート・スペンサー流の進歩主義の徒という扱いをされがちであるものの、彼には「日本主義もマルクス主義も国家思想も、合理思想も生活美学も、それからなかなか味のあるニヒリズムも、同時に深く根付いていた」と評しており、さらに「この同時性が見えないと如是閑はわからないし、その有機的単独犯としての編集思想も見えてはこない」としている。そしてまた、如是閑が目指したものは「互いに反しあう制度と文化の融合」であり、生涯を通じて「つねに制度批判と文化研究との両輪」を「日本の解明」に向かって「漕ぎつづけた」思想家であり、その「頑固無類のジャーナリスティック・エディター」である如是閑の編集思想は、「日本という枠組」の考察であったろうと論じている。
なお、如是閑の思想は、友人のジャーナリスト丸山幹治の息子である政治学者の丸山眞男や仏文学者辰野隆等に大きな影響を与えている。

### 反ファシズム
上述のように、如是閑は大正デモクラシーの時代に、進歩・反権力の論陣を張り、『現代国家批判』『日本ファシズム批判』を著している。

### 「日本という枠組」の探究
如是閑は自著『日本的性格』において、日本人の多角的な性格を掲げ、生活の場面にこそ本能的な美を希求する習性、対立や矛盾を解消するのではなくむしろ併存させようとする感性、いつ役立つか判然としないような修養をとても大切にして備える指向性、外来の文化を異化するよりも親和することを好む気質、また、自然の全体よりもその部分において変化を読み取る季節感といった諸特徴について、多面的な論考を加えている。

### 「職人の国」
如是閑は、日本を「職人の国」としての国柄を持っているとし、空理空論と離れた「実践」の気風を重視する文化風土のなかにあることを指摘した。すなわち、自らの「職分」に真剣に向き合って「佳き仕事」を誠実に実践しようとする人々に対しては、大抵の場合、惜しみない尊敬があたえられるのが日本である。如是閑は、このようなあり方が日本では多くの領域におよび、工芸や芸能、商売や料理等に至るまで不変の姿勢であることに着目し、これを自身の言論活動につなげたのである。

## 格言など
- 「外交官と幽霊は微笑をもって敵を威嚇す」（『如是閑語』）

## 著作・新版
- 『長谷川如是閑選集』 栗田出版会（全7巻+補巻）、1969-70年
- 『長谷川如是閑集』 岩波書店（全8巻）、1989-90年
- 『如是閑文芸選集』 岩波書店（全4巻）、1990-91年
- 『近代日本ユウモア叢書2--長谷川如是閑集』 爽柿舎、1981年
  - 元版『奇妙な精神病者--長谷川如是閑集』 現代ユウモア全集刊行会、1929年
- 『現代知性全集32 長谷川如是閑集』 日本書房、1960年
  - 復刻『日本人の知性7 長谷川如是閑』 学術出版会、2010年
- 『ある心の自叙伝』 筑摩叢書、1968年／「人間の記録45」日本図書センター、1997年
- 『近代日本思想大系15　長谷川如是閑集』 筑摩書房、1976年。宮地宏編

文庫判
- 『ある心の自叙伝』 講談社学術文庫、1984年 - 元版 朝日新聞社、1951年
- 『私の常識哲学』 講談社学術文庫、1987年 - 元版 慶友社、1955年
- 『長谷川如是閑評論集』 岩波文庫、1989年。飯田泰三・山領健二編
- 『倫敦! 倫敦?』 岩波文庫、1996年。小池滋解説
- 『ふたすじ道・馬　他三篇』 岩波文庫、2011年。他は「お猿の番人になるまで」「象やの粂さん」「叔母さん」

### 電子テキスト
- 長谷川如是閑「ラッセルのこと、自分のこと」 - ウェイバックマシン（2013年10月8日アーカイブ分）
- 長谷川如是閑、バートランド・ラッセルについて語る
- 『戦争論』理想社、1933年 - 国会図書館内のみで閲覧可能

## 主な研究・評伝文献
- 『長谷川如是閑　人物書誌大系6』山領健二編、日外アソシエーツ、1984年
- 『長谷川如是閑　人・時代・思想と著作目録』中央大学出版部、1985年。巻末に総索引
- 田中浩『長谷川如是閑研究序説』未來社、1989年
  - 増補版『田中浩集 第四巻　長谷川如是閑』未來社、2014年
- 板垣哲夫『長谷川如是閑の思想』吉川弘文館、2000年
- 古川江里子『大衆社会化と知識人--長谷川如是閑とその時代』芙蓉書房出版、2004年
- アンドゥルー・E・バーシェイ『南原繁と長谷川如是閑--国家と知識人・丸山眞男の二人の師』宮本盛太郎監訳、ミネルヴァ書房、1995年
- 大宅壮一「長谷川如是閑論」- 『仮面と素顔─日本を動かす人々』東西文明社、1952年
- 大宅壮一『「無思想人」宣言』- 月刊「中央公論」昭和三十年（1955年）五月号。のち各「大宅壮一全集 第6巻」蒼洋社